# Perchtoldsdorf
Perchtoldsdorf è un comune austriaco di 14 977 abitanti nel distretto di Mödling, in Bassa Austria; ha lo status di comune mercato (Marktgemeinde). Tra il 1938 e il 1954 è stato accorpato alla città di Vienna, dalla quale dista circa 16 km a sud-ovest.

## Storia

### Preistoria
Nel Miocene l'area era bagnata dalle acque della Paratetide, condizione accertata dal ritrovamento di numerosi fossili di creature marine. La presenza di fossati circolari suggerisce che i primi insediamemti umani sul posto risalgano al VI millennio a.C.

### Medioevo
Il castello di Perchtoldsdorf venne probabilmente edificato prima dell'anno 1000 come parte di una catena di fortificazioni a difesa del margine orientale della Selva Viennese. In un documento del 1138, quando il territorio apparteneva alla Marca d'Austria controllata della dinastia dei Babenberg, viene citato un "Heinricus de Pertoldesdorf". I margravi Babenberg avevano il compito di difendere le regioni conquistate ai Magiari per conto degli imperatori ottoniani e salici; i loro vassalli Perchtoldsdorf continuarono ad amministrare il castello anche dopo il 1246, anno d'estinzione della casata. Nel 1286, con la morte di Otto von Perchtoldsdorf, la fortezza passò agli Asburgo che a partire dalla battaglia di Marchfeld del 1278 erano divenuti i sovrani incontestati del Ducato d'Austria. In questo periodo il borgo ottenne il riconoscimento di città di mercato e venne utilizzato come residenza per le vedove degli Asburgo.

### XV-XVII secolo
La duchessa Beatrice istituì un ospedale nel 1407, ora demolito, e una chiesa annessa tuttora esistente. Il conflitto tra l'imperatore Federico III e il fratello minore Alberto VI diede origine a un periodo di instabilità nella regione. Nel 1446 molte case della città vennero bruciate durante l'invasione del reggente d'Ungheria János Hunyadi. Durante questo periodo il castello fu occupato da varie forze rivali, tra cui dei mercenari del re di Ungheria tra il 1477 e il 1490, anno in cui Massimiliano I ripristinò il dominio asburgico sulla zona. Questo periodo turbolento interruppe la costruzione della casatorre (Wehrturm), iniziata nel 1450 e che finì intorno al 1521. Questa torre, con i suoi 60 metri di altezza, insieme ad altre fortificazioni consentì alla città di difendersi con successo dalle truppe turche che assediarono Vienna nel 1529. Tuttavia a partire dal luglio 1683, alla vigilia della battaglia di Vienna, una seconda ondata di assalti turchi distrusse la città, uccidendo e riducendo in schiavitù gli abitanti.

## Monumenti e luoghi d'interesse
- Castello di Perchtoldsdorf

## Economia
In tempi moderni, la città è diventata una meta turistica per la vicina Selva Viennese. Si continua tuttora inoltre una lunga storia di viticoltura e vinificazione, come principale prodotto agricolo.

## Amministrazione

### Gemellaggi
- Donauwörth